# Doktor Jekyll i pan Hyde (film krótkometrażowy 1920)
Doktor Jekyll i pan Hyde (ang. Dr. Jekyll and Mr. Hyde) − amerykański horror krótkometrażowy z 1920 roku.  Film jest ekranizacją noweli Roberta L. Stevensona.

## Treść
Naukowiec Jekyll odkrywa, że w każdym człowieku drzemie druga, zła osobowość. Za sprawą wynalezionego przez siebie eliksiru wyzwala ją w sobie, przemieniając się w potwora. Z każdym dniem zaczyna ona jednak przejmować kontrolę nad życiem naukowca, prowadząc go w stronę nieuchronnego upadku...

## Obsada
- Sheldon Lewis − doktor Jekyll/pan Hyde
- Leslie Austin − Danvers Carew
- Gladys Field − Bernice Lanyon
- Dora Mills Adams − pani Lanyon
- Alex Shannon − doktor Lanyon
- Harold Foshay − Edward Utterson